# Phaeosaces coarctatella
Phaeosaces coarctatella är en fjärilsart som först beskrevs av Walker 1864a.  Phaeosaces coarctatella ingår i släktet Phaeosaces och familjen praktmalar, Oecophoridae. Inga underarter finns listade i Catalogue of Life.

## Bildgalleri

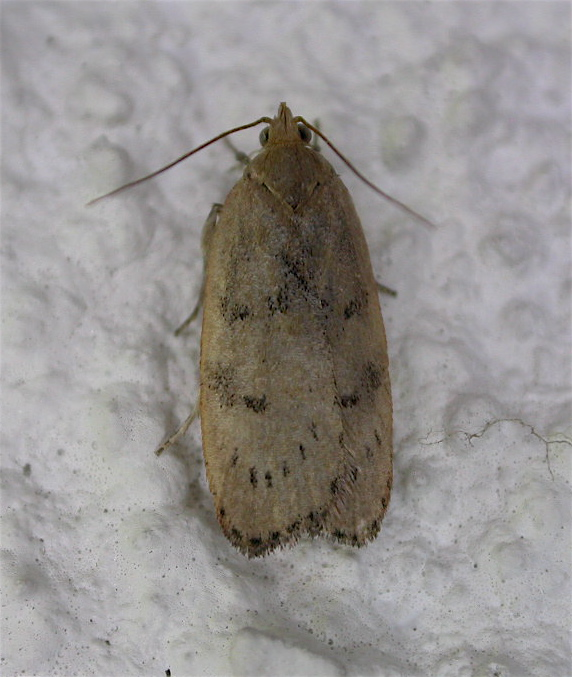